# Mycalesis australis
Mycalesis australis är en fjärilsart som beskrevs av Charles Oberthür 1880. Mycalesis australis ingår i släktet Mycalesis och familjen praktfjärilar. Inga underarter finns listade i Catalogue of Life.